# Luis Ángel Mendoza
Luis Ángel „Quick” Mendoza Escamilla (ur. 3 lutego 1990 w Monterrey) – meksykański piłkarz występujący na pozycji prawego skrzydłowego.

## Kariera klubowa
Mendoza pochodzi z miasta Monterrey i swoją karierę piłkarską rozpoczynał jako nastolatek w tamtejszym zespole Universidad de Monterrey, w którego barwach przez dwa lata z powodzeniem występował w czwartej lidze meksykańskiej. Jego dobre występy zaowocowały transferem do innego lokalnego klubu – występującego w najwyższej klasie rozgrywkowej Tigres UANL. Po kilku miesiącach spędzonych w zespole młodzieżowym jako dwudziestolatek został włączony przez szkoleniowca Daniela Guzmána do seniorskiej drużyny, w meksykańskiej Primera División debiutując 18 lutego 2010 w przegranym 1:2 spotkaniu z Santosem Laguna. Nie potrafił sobie jednak wywalczyć miejsca w składzie, wobec czego w lipcu 2011 udał się na wypożyczenie do drugoligowej drużyny CF La Piedad, gdzie spędził rok, lecz również wyłącznie w roli rezerwowego i nie odnosząc większych sukcesów.
Latem 2012 Mendoza został wypożyczony po raz kolejny, tym razem do walczącego o utrzymanie zespołu San Luis FC z siedzibą w San Luis Potosí. Tam z kolei został podstawowym zawodnikiem ekipy i 16 września 2012 w wygranym 1:0 pojedynku z Pumas UNAM strzelił swoją premierową bramkę na najwyższym szczeblu rozgrywek. Barwy tego klubu również reprezentował przez następny rok, jednak w maju 2013 San Luis został rozwiązany. Bezpośrednio po tym przeszedł do ówczesnego mistrza Meksyku – drużyny Club América ze stołecznego miasta Meksyk, gdzie szybko został jednym z ważniejszych graczy drużyny i w jesiennym sezonie Apertura 2013 zdobył z nią tytuł wicemistrza kraju. Rok później, podczas rozgrywek Apertura 2014, zanotował natomiast z ekipą prowadzoną przez Antonio Mohameda swoje premierowe mistrzostwo Meksyku, zaś ogółem barwy Amériki reprezentował przez półtora roku, mimo regularnych występów często pojawiając się jednak na boisku w roli rezerwowego.
Wiosną 2015 Mendoza wraz ze swoim kolegą klubowym Jesúsem Moliną za sumę półtora miliona dolarów przeszedł do drużyny Santos Laguna z miasta Torreón w ramach rozliczenia za transfer Carlosa Darwina Quintero. Tam już w pierwszym, wiosennym sezonie Clausura 2015 wywalczył drugi w swojej karierze tytuł mistrza Meksyku, a w tym samym roku zdobył również krajowy superpuchar – Campeón de Campeones. W barwach Santosu Laguna grał przez półtora roku, często będąc jednak rezerwowym, po czym przeniósł się do klubu Chiapas FC z siedzibą w Tuxtla Gutiérrez.
| Sezon     | Klub                     | Kraj   | Rozgrywki        | Mecze    | Bramki   |
| --------- | ------------------------ | ------ | ---------------- | -------- | -------- |
| 2007/2008 | Universidad de Monterrey | Meksyk | Tercera División | 21       | 11       |
| 2008/2009 | Universidad de Monterrey | Meksyk | Tercera División | 21       | 10       |
| 2009/2010 | Tigres UANL              | Meksyk | Liga MX          | 6        | 0        |
| 2010/2011 | Tigres UANL              | Meksyk | Liga MX          | juniorzy | juniorzy |
| 2011/2012 | CF La Piedad             | Meksyk | Ascenso MX       | 22       | 3        |
| 2012/2013 | San Luis FC              | Meksyk | Liga MX          | 31       | 4        |
| 2013/2014 | Club América             | Meksyk | Liga MX          | 36       | 4        |
| 2014/2015 | Club América             | Meksyk | Liga MX          | 17       | 3        |
| 2014/2015 | Santos Laguna            | Meksyk | Liga MX          | 14       | 0        |
| 2015/2016 | Santos Laguna            | Meksyk | Liga MX          | 26       | 1        |
| 2016/2017 | Santos Laguna            | Meksyk | Liga MX          |          |          |